# Platyzoanthus
Platyzoanthus is een geslacht van neteldieren uit de klasse van de Anthozoa (bloemdieren).

## Soort
- Platyzoanthus mussoides Saville-Kent, 1893